# María la Grande
María la Grande, María la Vieja o simplemente la Reina (1780-1840), fue una cacique tehuelche a comienzos del siglo XIX. Su poder abarcó prácticamente toda la Patagonia, desde Punta Arenas hasta el Carmen de Patagones y el Río Negro. Fue llamada "la Grande" por Luis Vernet en alusión a la zarina rusa Catalina II de Rusia, cuando la conoció en Península Valdés en 1823.

## Biografía
Las primeras referencias de la cacique María datan de 1792 cuando el teniente Juan José Elizalde desembarcó en Santa Cruz, encontrándose con el cacique tehuelche Vicente, su mujer Cogocha, que oficiaba de traductora, y su hija, a quien llamaron Mariquita. 
En 1820 James Weddell conoció a María mientras viajaba cazando focas. Creyó que María era mestiza y asegura que era una gran oradora que apaciguaba los ánimos de sus guerreros, e inmediatamente la identificó como líder de los tehuelches.
El marino Robert Fitz Roy también se refirió a ella puesto que la había tratado en 1827 cuando ella tenía unos cuarenta años. En esa oportunidad, María estaba acompañada por su esposo, un tehuelche muy alto, y cinco de sus hijos. María era la única que hablaba español y sabía relacionarse con los extranjeros. Era una excelente jinete y usaba aros de medallas de la Virgen María y prendedores que le sujetaban la manta sobre el pecho.
En 1827, durante la primera expedición británica de reconocimiento de las costas patagónicas, el capitán del barco Adventure, Phillip Parker King, conoció a María, hija y hermana respectivamente de los caciques Vicente y Bysante, y visitó su toldería en la bahía San Gregorio, en el estrecho de Magallanes (Chile). Demostrando un gran poder económico María intercambiaba carne, pieles, mantas de guanaco  y plumas de ñandú  por espadas, cuchillos, tabaco, yerba mate, frenos, monturas, fusiles, plomo para balas, paños, cuentas, harina, azúcar y alcohol, entre otros codiciados bienes del blanco. Con detalles muy interesantes, King describe el lugar. Alrededor de quince toldos rodeaban al de María, de dimensiones más grandes, ubicado en el centro, junto a otro más pequeño utilizado como depósito. Unos 120 guerreros le respondían.
María tenía muchos refugiados en sus tolderías, desertores de buques loberos o prófugos de la justicia, algunos fueron sus protegidos y otros sus enemigos. William Arms y Tutis Coan, dos misioneros estadounidenses que permanecieron desde el 14 de noviembre de 1833 hasta el 25 de enero de 1834 en la Bahía de San Gregorio, se vincularon con María cuando intentaban realizar un viaje hacia Chile, pues ya la identificaban como la representante de su pueblo. María mostraba gran generosidad con los misioneros regalándole un quillango  de cuero de guanaco pintado.
En 1843 el capitán Blanchard del buque lobero francés Le Fleurs también nos brinda información sobre María cuando la encuentra en Bahía Posesión, la describió como vieja y con autoridad (Canclini, Arnaldo 1979 Como fue civilizado el sur patagónico. Plus Ultra. Buenos Aires).
Fitz Roy, quien regresó a la toldería para aprovisionarse de alimentos en una segunda expedición, tuvo oportunidad de presenciar la ceremonia religiosa oficiada por la cacique y la devoción que le profesaban sus seguidores. Usando una pequeña figura de madera, que María llamaba “su Cristo”, con quien decía hablar, realizaba, en un interesante sincretismo   religioso, una ceremonia donde se mezclaban ritos indígenas y cristianos –esto le habría valido el nombre de “Santa María” que le puso Charles Darwin. En un momento del ritual, la cacique ordenaba a su marido Manuel perforar los brazos y orejas de los hombres con una lezna, provocando el sangrado, lo cual era considerado por sus seguidores como un verdadero honor. Su primer encuentro con Vernet en la Península de Valdés en 1823, muestra el fuerte concepto de territorialidad de María al defender la posición respecto a que los ganados cimarrones eran de los tehuelches por el solo hecho de ocupar sus tierras:

El gran jefe tehuelche arribó… una mujer que, acompañada por más de mil indios, lo invitó a negociar y conocer los derechos que su pueblo tenía sobre ese territorio.

Más tarde, en 1829, siendo Gobernador de Malvinas, Vernet la invitó a visitar Puerto Luis, reconociendo su poder, con el propósito de concretar la creación de una factoría en la Bahía San Gregorio que gozaría de la protección de la cacique. Se dice que María se mareó mucho durante el viaje en barco, comió correctamente en la mesa y hasta cantó en una de las veladas musicales que organizaba siempre María Sáez de Vernet  para las visitas. La iniciativa de la colonia quedó en nada debido a los sucesos que ocurrieron en las islas poco después (en 1833 las islas Malvinas fueron ocupadas por los ingleses).
El aparentemente extenso período de su reinado se comprueba con las primeras menciones de su presencia como jefa reconocida de los tehuelches meridionales a comienzos de la década de 1820, cuando Vernet la llamó “Reina María”, hasta su muerte a comienzos de la década de 1840, cuando aparece mencionada como “María la Vieja”. Las exequias que se le tributaron, presenciadas por Casimiro Biguá quien sería su inmediato sucesor en el cacicazgo en 1840, son muestra fiel del poder que esta cacique llegó a alcanzar. Otro jefe reconocido fue Loncopán, que gozaba de privilegios especiales en el círculo íntimo de María la Grande, pero partió a la edad de 13 años lejos de los pagos de sus antecesores, antes de ser erigido como mandamás de los Tschen, en Salinas Grandes. El estudio de estos casos aporta elementos muy importantes al conocimiento de las diversas formas en que se expresaba el poder de las jefaturas indígenas y los cambios producidos a partir del contacto con los grupos que paulatinamente se iban volviendo dominantes.
Mientras María vivió, no hubo guerras tribales en la región y ninguna tribu tomaba decisiones de importancia sin previamente consultarla. Cuando murió en 1840, en toda la Patagonia se encendieron hogueras de homenaje durante tres días; sus mantas, su quillango de piel de zorrino, sus arreos, todas sus pertenencias fueron quemadas. Se calcula que a su muerte tendría cincuenta y tres años de edad. Otros relatos, no muy precisos, sostienen que falleció alrededor de 1848. 
Se cuenta que María La Grande tuvo una nieta también llamada María, que también tuvo influencia sobre su gente, y fue amiga y colaboradora de Luis Piedra Buena, el Perito Moreno, Carlos Moyano y Ramón Lista. Esta a su vez tuvo una hija, también llamada María, que dicen que era hermosa, además de blanca y rubia. Carlos Moyano habría tenido con esta bisnieta de María La Grande dos hijos de quienes se hizo cargo enviándolos a Mendoza. Esto sucedió antes de ser nombrado primer gobernador de Santa Cruz y de su matrimonio con Ethel Turner, la sobrina del gobernador inglés de las islas Malvinas. También antes de los acuerdos que permitieron llevar desde las islas a Santa Cruz a los primeros colonos y las primeras ovejas.